# Мисливці за головами (фільм, 2011)
«Мисливці за головами» (норв. Hodejegerne) — норвезько-німецький кримінальний трилер режисера Мортена Тильдума, що вийшов 2011 року. Стрічку знято за мотивами однойменного роману Ю Несбьо. У головних ролях: Аксель Генні, Ніколай Костер-Валдау, Сінневе Макоді Лунн.
Сценаристами були Ульф Ріберґ, Ларс Ґадместад, продюсери — Маріанн Ґрей і Асл Ватн. 
Вперше фільм продемонстрували 4 серпня 2011 у Швейцарії на Міжнародному кінофестивалі у Локарно. В Україні у кінопрокаті прем'єра фільму відбулася 26 січня 2012 року.

## Сюжет
Роджер Браун працює у норвезькій рекрутинговій компанії і його спеціалізація — пошук топменеджерів для провідних компаній. Проте, ця робота є прикриттям для його більш прибуткового заняття — він викрадає картини своїх клієнтів. Але одного разу його клієнтом виявився колишній боєць спецпідрозділу.

## У ролях
| Актор                 | Персонаж                         | Роль                                   |
| --------------------- | -------------------------------- | -------------------------------------- |
| Аксель Генні          | Роджер Браун (норв. Roger Brown) | працює у рекрутинговій компанії        |
| Ніколай Костер-Валдау | Клас Ґреве (норв. Clas Greve)    | підприємець, колишній спецпризначенець |
| Сінневе Макоді Лунн   | Діана Браун (норв. Diana Brown)  | дружина Роджера                        |
| Юльє Ольґор           | Лотте (норв. Lotte)              | колишня коханка Роджера                |
| Ейвінн Сендер         | Уве (норв. Ove)                  | партнер Роджера                        |

## Сприйняття

### Критика
Фільм отримав позитивні відгуки: Rotten Tomatoes дав оцінку 92%, базуючись на 93 відгуках від критиків (середня оцінка 7,6/10) і 85% від глядачів, із середньою оцінкою 4/5 (21 706 голосів). Загалом на сайті фільм має позитивний рейтинг, йому зарахований «стиглий помідор» від кінокритиків і «попкорн» від глядачів, Internet Movie Database — 7,5/10 (50 733 голоси), Metacritic — 72/100 (26 відгуків критиків) і 8,1/10 від глядачів (55 голосів), отримав позитивні відгуки.

### Касові збори
Під час показів у США, що розпочалися 27 квітня 2012 року, протягом першого тижня фільм був показаний у 4 кінотеатрах і зібрав 43 013 доларів США, що дозволило йому зайняти 53 місце серед усіх прем'єр того періоду. Показ фільму протривав 112 днів (16 тижнів) і завершився 16 серпня 2012 року. За цей час фільм зібрав у прокаті у США 1 200 010 доларів США, а у решті світу 14 499 697 доларів США, тобто загалом 15 699 707 доларів США при бюджеті 30 3 млн норвезьких крон.

### Нагороди і номінації[8]
| Рік  | Нагорода                                   | Категорія                                       | Номінант                               | Результат  |
| ---- | ------------------------------------------ | ----------------------------------------------- | -------------------------------------- | ---------- |
| 2011 | Кінофестиваль у Філадельфії                | Приз глядацьких симпатій — Заохочувальна премія | Мортен Тильдум                         | Перемога   |
| 2012 | Amanda Awards                              | Нагорода «Вибір публіки»                        | Мортен Тильдум                         | Перемога   |
| 2012 | Amanda Awards                              | Найкращий актор                                 | Аксель Генні                           | Номінація  |
| 2012 | Amanda Awards                              | Найкраща режисура                               | Мортен Тильдум                         | Номінація  |
| 2012 | Amanda Awards                              | Найкращі візуальні ефекти                       | Ларс Ерік Хансен, Ян Свалланд          | Номінація  |
| 2012 | Європейський кіноприз                      | Приз глядацьких симпатій за найкращий фільм     | Мортен Тильдум                         | Номінація  |
| 2012 | Golden Trailer Awards                      | Найкращий трейлер іноземного бойовика           | Magnolia Pictures, Kinetic Imageworks  | Номінація  |
| 2012 | Товариство кінокритиків Фінікса            | Найкращий фільм іноземною мовою                 | стрічка                                | Перемога   |
| 2012 | Товариство кінокритиків Сан - Дієго        | Найкращий фільм іноземною мовою                 | стрічка                                | Номінація  |
| 2013 | Премія БАФТА у кіно                        | Найкращий неангломовний фільм                   | Мортен Тильдум, Маріанн Ґрей, Асл Ватн | Номінація  |
| 2013 | Премія «Сатурн»                            | Найкращий фільм іноземною мовою                 | стрічка                                | Перемога   |
| 2013 | Товариство кінокритиків Центрального Огайо | Найкращий фільм іноземною мовою                 | стрічка                                | 2-ге місце |
| 2013 | Empire Awards                              | Найкращий трилер                                | стрічка                                | Перемога   |

### Виноски
1. 1 2 3  Hodejegerne: Release Info (англ.). Internet Movie Database. Архів оригіналу за 17 січня 2016. Процитовано 28 листопада 2013.
2. 1 2  Мисливці за головами. kino-teatr.ua/uk. Архів оригіналу за 3 грудня 2013. Процитовано 28 листопада 2013.
3. 1 2 3  Hodejegerne (англ.). Internet Movie Database. Архів оригіналу за 6 грудня 2013. Процитовано 28 листопада 2013.
4. 1 2  Headhunters (англ.). Box Office Mojo. Архів оригіналу за 10 січня 2014. Процитовано 28 листопада 2013.
5. 1 2  Hodejegerne: Full Cast & Crew (англ.). Internet Movie Database. Процитовано 28 листопада 2013.
6. ↑  Headhunters (англ.). Rotten Tomatoes. Архів оригіналу за 4 грудня 2012. Процитовано 28 листопада 2013.
7. ↑  Headhunters (англ.). Metacritic. Архів оригіналу за 27 грудня 2012. Процитовано 28 листопада 2013.
8. ↑  Hodejegerne: Awards (англ.). Internet Movie Database. Процитовано 28 листопада 2013.